# 島原半島
島原半島（日语：／ Shimabara hantō */?）為日本九州岛中西部，由北向南呈>字状的一個半島。北岸為有明海，半島的根部處的有明海部份則被稱為諫早灣。東岸至東南岸為有明海的開口部島原灣，與熊本市、宇土半島、天草上島對峙。南端被稱為瀬詰崎。西岸面對橘灣，與長崎半島對峙。半島中心部被稱為雲仙。部份半島為雲仙天草國立公園。

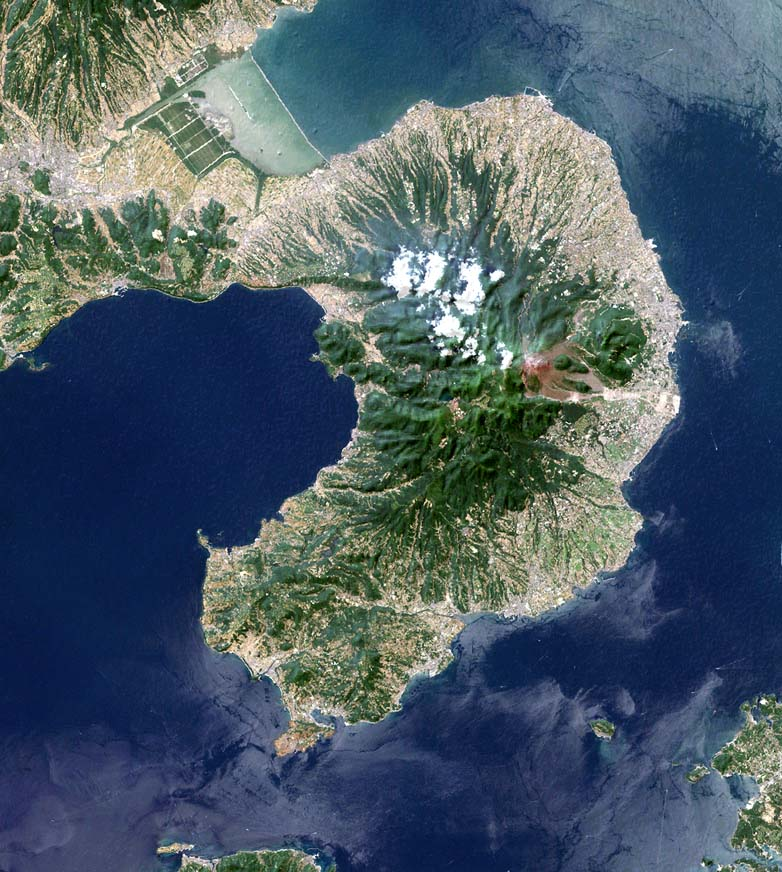
島原半島的衛星影像

## 行政地域
全体為長崎縣管轄。
- 長崎縣
  - 諫早市東部
  - 島原市
  - 雲仙市
  - 南島原市